# New York Film Critics Circle Awards 2021
La 87ª edizione dei New York Film Critics Circle Awards, annunciati il 3 dicembre 2021, ha premiato i migliori film usciti nel corso dell'anno.

## Vincitori
A seguire vengono indicati i vincitori, in grassetto.

### Miglior film
- Drive My Car (Doraibu mai kā), regia di Ryūsuke Hamaguchi

### Miglior regista
- Jane Campion - Il potere del cane (The Power of the Dog)

### Miglior attore protagonista
- Benedict Cumberbatch - Il potere del cane (The Power of the Dog)

### Miglior attrice protagonista
- Lady Gaga - House of Gucci

### Miglior attore non protagonista
- Kodi Smit-McPhee - Il potere del cane (The Power of the Dog)

### Miglior attrice non protagonista
- Kathryn Hunter - The Tragedy of Macbeth

### Miglior sceneggiatura
- Paul Thomas Anderson - Licorice Pizza

### Miglior film in lingua straniera
- La persona peggiore del mondo (Verdens verste menneske), regia di Joachim Trier • Norvegia

### Miglior film di saggistica
- Flee, regia di Jonas Poher Rasmussen

### Miglior film d'animazione
- I Mitchell contro le macchine (The Mitchells vs the Machines), regia di Mike Rianda e Jeff Rowe

### Miglior fotografia
- Janusz Kaminski - West Side Story

### Miglior opera prima
- La figlia oscura, regia di Maggie Gyllenhaal

### Menzione speciale
- Maya Cade per la creazione del Black Film Archive
- Diane Weyermann - premio postumo per il supporto ad audaci produzioni del Sundance e Participant
- Marshall Fine per i suoi anni di lavoro come manager del New York Film Critics Circle